# Публий Корнелий Сципион (цензор)
Вижте пояснителната страница за други личности с името Публий Корнелий Сципион.
Публий Корнелий Сципион (на латински: Publius Cornelius Scipio) е политик на ранната Римска република през 4 век пр.н.е. Произлиза от фамилията Корнелии, клон Сципион.
Вероятно през 340 пр.н.е. той е цензор заедно с Луций Корнелий Сципион. Цензурата на двамата е съмнителна. Консули тази година са Публий Деций Муз и Тит Манлий Империоз Торкват. Започва Втората латинска война (340 – 338 пр.н.е.).